# Прорив лінії Маннергейма
Битва при Суммі (фін. Sallan taistelut) або Прорив лінії Маннергейма — це фрагмент війни між Радянським Союзом та Фінляндією (так званої Зимової війни), що має два етапи: спочатку в грудні 1939 року, а потім у лютому 1940 року. Основні бої велися біля села Сумма (нині Солдатське) вздовж головної дороги, що веде з Ленінграда до Війпурі.

## Перший бій у грудні 1939
Село Сумма та озера Сума (фін. Summajärvi) були воротами до міста Виборг (фін. — Війпурі). У районі Сумми фіни побудували 41 залізобетонний бункер, а лінія оборони була міцнішою, ніж на Карельському перешийку. Однак фіни допустили помилки в плануванні, і неподалік болота Мунасуо, на схід від Сумми, утворився розрив лінії протяжністю 1 кілометр. Принаймні 20 танків проїхали через цю лінію в перший день бою, але радянські війська не мали належної взаємодії між родами військ; танки, артилерія і війська вели власні некоординовані бої. Фінські війська, забезпечивши оборону, після наступу ворога 19 грудня, відкинули радянські війська. Відрізані за лінією радянські танки безрезультатно атакували фінські опорні пункти, але були ліквідовані фінами. Фінські війська 22 грудня 1939 року перемогли у битві.

## Другий бій у лютому 1940
Після серйозних поразок Червоної Армії Йосипом Сталіним в січні 1940 року була проведена реорганізація командувачів. Так командувачем Північно-західного фронту 7 січня 1940 року був призначений командарм 1-го рангу Семен Тимошенко. На нього покладалася відповідальність за прорив лінії оборони. Кирило Мерецков, хоча залишився на чолі 7-й армії, вже не був одноосібним командиром на цьому театрі воєнних дій. Мерецков був призначений командувачем військами в західній частині Карельського перешийка, а в східній частині — Володимир Грендаль.
Оскільки радянським військам було надто важко прорвати лінію в районі Сумма, вони атакували противника східніше на 10 кілометрів у районі Лехде. Командуванням Північно-західного фронту ставилося завдання прориву для подальшого оточення фінів, які тримали позиції в районі села Сумма. Командарм Семен Тимошенко намагався перемогти фінів, виснаживши їх осадою, а потім піти в інтенсивну останню атаку.
Протягом десяти днів тривала інтенсивна розвідка боєм фінських ліній радянською авіацією та обстріл артилерією. На укріплений район Сумма було випущено близько 3000 снарядів на добу. Це був наймасовіший артилерійський обстріл після битви при Вердені у першу світову війну. Фінські пілоти розвідники повідомляли, що на 16 батарей фінів вели обстріл 104 батареї супротивника з 440 гармат. На озерах Хатьялахті та Муола перейшли в наступ 16 дивізій і 500 літаків з підтримкою танків. Навіть при наступі такої сили прорвати лінію не вдалося, але фіни були виснажені; їх боєприпаси закінчувалися. 6 лютого розпочався потужний наступ, у якому брали участь три дивізії та 150 танків за підтримки 200 літаків. Однак і цей наступ був припинений фінами, а втрати були дуже великі. 7 лютого сили Червоної армії просунулась у район Муоли і завдала два удари по Суммі. Наступного дня дві радянські дивізії вдарили по фінах.

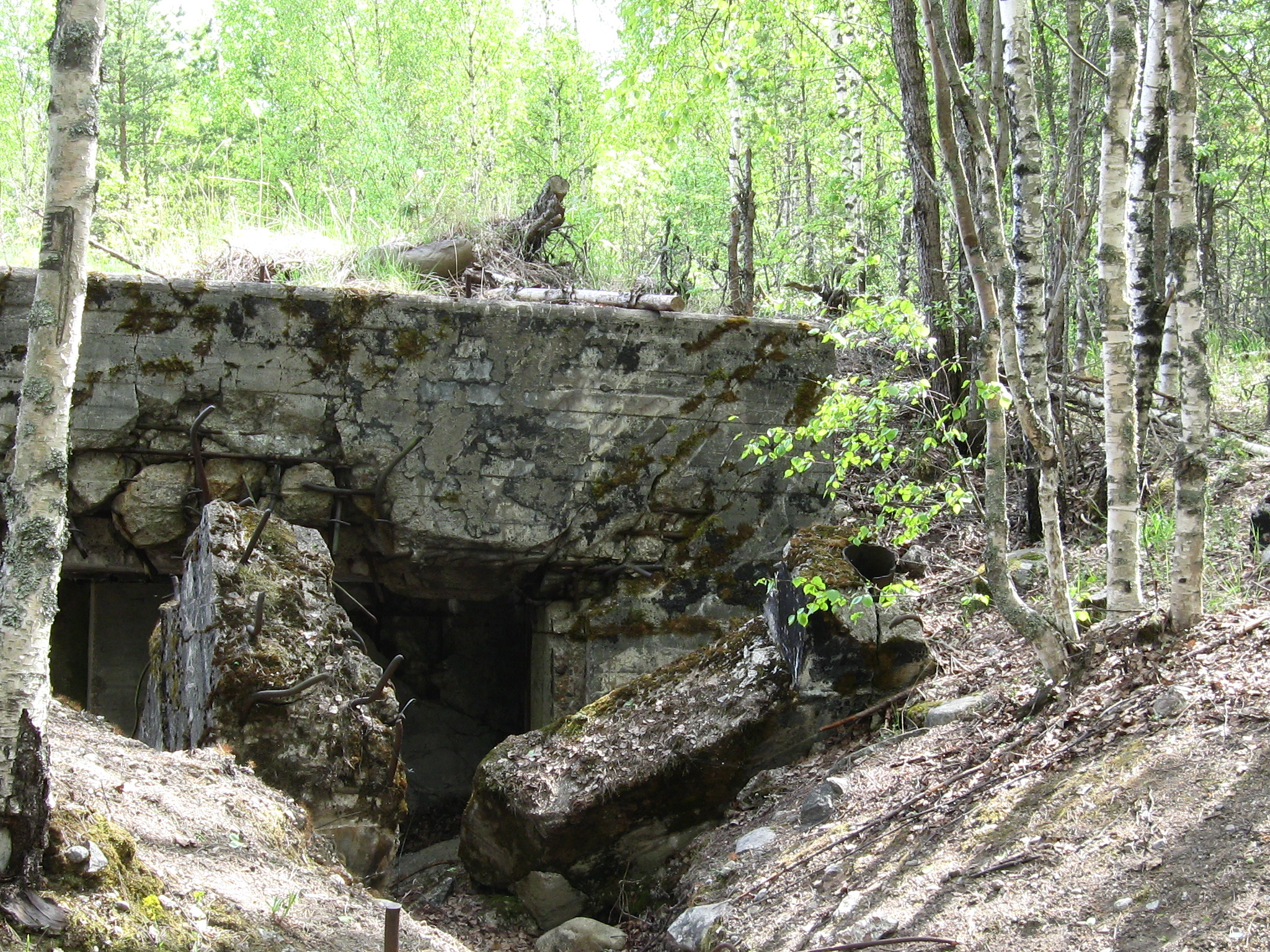
Дот Sj4 «Форт Поппіуса» на висоті 65,5, на ділянці прориву

11 лютого 1940 року радянські війська за підтримки артилерії розпочали свій головний штурм.. У цей час почався найпотужніший в історії зимової війни артилерійський обстріл. Напрямком головного удару став район Сумма — Ляхде (Муолан'ярві), де діяла 123-а стрілецька дивізія полковника Пилипа Алябушева. Практично відразу піхоті за підтримки танків вдалося прорвати оборону фінів, захопивши центральний ДОТ № 4. 136-та стрілецька дивізія при підтримці 39-ї танкової бригади прорвалася в глибину фінської оборони в напрямку перешийка між озерами Муолан'ярві (Глибоке) та Яюряпянярві (Велике Ракове).
Уранці 13 лютого два батальйони фінської армії почали контратаку проти двох добре укомплектованих радянських полків, оснащених бронетехнікою та артилерією. Атака була відбита з великими втратами фінів. Командування 7-ї армії повідомило про повний прорив головної лінії фінських військ у районі Суоярві. Наступ тривав у район залізничної станції Кямеря (нині Гаврилово). 14 лютого Президія Верховної Ради СРСР нагородила 123-тю стрілецьку дивізію полковника Пилипа Алябушева орденом Леніна. Таку ж нагороду отримав і її командир, який отримав після цього також і звання комбриг. Частини 123-ї стрілецької дивізії зуміли просунутися до семи кілометрів у глибину фінської оборони та до 6 кілометрів розширити прорив фронтом. У ході важких боїв було знищено 12 ДОТів та 39 ДЗОТів противника. Розвиваючи прорив углиб, 84-а стрілецька дивізія вдарила в напрямку Лейпясуо. У таких умовах втрат, фіни у ніч з 14 на 15 лютого 1940 року розпочали відхід з позиції Сумма.
Головний маршал артилерії Воронов Микола Миколайович пише::

15 лютого ураган наших бомб та снарядів обрушився на село Сумма. Я перебував на передовому спостережному пункті. Після того, як артилерія перенесла вогонь на необхідну глибину, танки та піхота одночасно пішли в атаку. Цього разу супротивник не витримав тиску. Йому загрожував оточення з флангів, і він почав відступати.
Опорний пункт упав на моїх очах. Після повернення на командний пункт 7-ї армії я став свідком телефонної розмови Мерецкова з народним комісаром оборони. Ніхто у Москві не вірив, що наші війська захопили Сумму. Побачивши мене, Мерецков сказав: — Товаришу народний комісар, щойно прийшов Воронов. Він усе бачив на власні очі.
Я докладно доповів народному комісару про перебіг битви. Проте він тричі перепитав мене, чи правда, що опорний пункт було взято.
Нарешті його роздратований тон став доброзичливим і лагідним. Нарком побажав військам успішно завершити цей наступ.

16 лютого радянські війська взяли Кямеря (нині Гаврилово). Ділянка прориву 7-ї армії збільшилася завширшки до 11–12 км, а глибина становила 11 км. Незважаючи на великі втрати (до половини особового складу) та втрату головної оборонної лінії, частини фінських військ продовжували завзятий опір.
19 лютого генерал-лейтенант Ерік Гейнрікс був призначений командувачем усіма фінськими військами на Карельському перешийку, змінивши генерала Естермана. Гейнрікса на посаді командувача 2-им армійським корпусом незабаром змінив генерал-майор Талвела. 2-й армійський корпус був розділений на двоє, командувачем 1-им корпусом став генерал-майор Лаатикайнен. До 18 лютого Виборзька затока оборонялася моряками, тепер же вона була передана Армії Перешейка. 28 лютого було створено Береговий сектор оборони, який був підкріплений силами з Лапландії.